# Kinyamaganga (vattendrag i Burundi, lat -2,78, long 30,08)
Kinyamaganga är ett vattendrag i Burundi. Det ligger i den norra delen av landet, 100 kilometer nordost om huvudstaden Bujumbura.
Omgivningarna runt Kinyamaganga är huvudsakligen savann. Runt Kinyamaganga är det tätbefolkat, med 511 invånare per kvadratkilometer.